# Nội cộng sinh

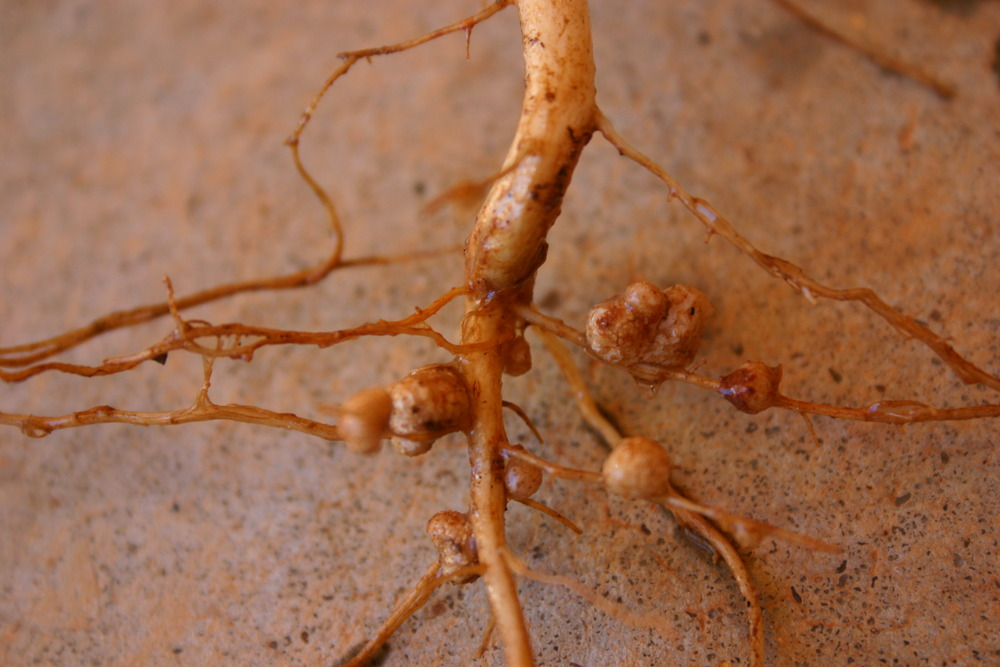
Ảnh chụp các nốt sần chứa vi khuẩn Rhizobia cộng sinh ở hệ rễ của cây đậu Vigna unguiculata.

Nội cộng sinh là phương thức cộng sinh giữa hai hay nhiều loài sinh vật khác nhau, trong đó loài này hoàn toàn sinh sống ở trong cơ thể của loài khác. Trong phương thức này, các loài đều cộng sinh với nhau, nhưng loài nào ở trong cơ thể loài kia thì phải có kích thước cơ thể nhỏ hơn và thường tạo thành một quần thể trong loài chứa nó - là loài  thường có kích thước lớn hơn gấp bội. Bởi vậy, sinh vật chứa vật cộng sinh thường gọi là "vật chủ cộng sinh". Chẳng hạn như có tới hàng tỷ vi khuẩn cố định đạm sống trong một cây họ đậu (xem hình), thì cây đậu là "vật chủ cộng sinh", nhiều tác giả thường gọi tắt là "vật chủ" (host)  (không phải vật chủ kí sinh).
Thuật ngữ này dịch từ tiếng Anh là endosymbiont (IPA: /ˈɛndoʊ sɪmˌbaɪˈoʊn/) có nguồn gốc từ tiếng Hy Lạp: ἔν (endo là "bên trong") + sym (là "cùng nhau") + βίωσιβίωσ (bion là "sống"). Trong cộng sinh, các loài sinh vật đối tác có quan hệ tương hỗ với nhau và thường có lợi cho nhau. Cần phân biệt nội cộng sinh với ngoại cộng sinh, cũng như cần phân biệt nội cộng sinh với nội kí sinh (kí sinh trong).

## Ví dụ
- Vi khuẩn cố định đạm (rhizobia) sống trong các nốt sần ở rễ cây họ đậu.
- Vi khuẩn phân giải xenlulô sống trong ruột trâu, bò.
- Khoảng 10 - 15% số loài côn trùng là "vật chủ" của nhiều loài vi khuẩn cộng sinh, cung cấp chất dinh dưỡng thiết yếu cho chúng.

Trong nội cộng sinh, hai đối tác thường đều có lợi, nhưng không phải là tuyệt đối không có hại cho nhau.

## Các dạng

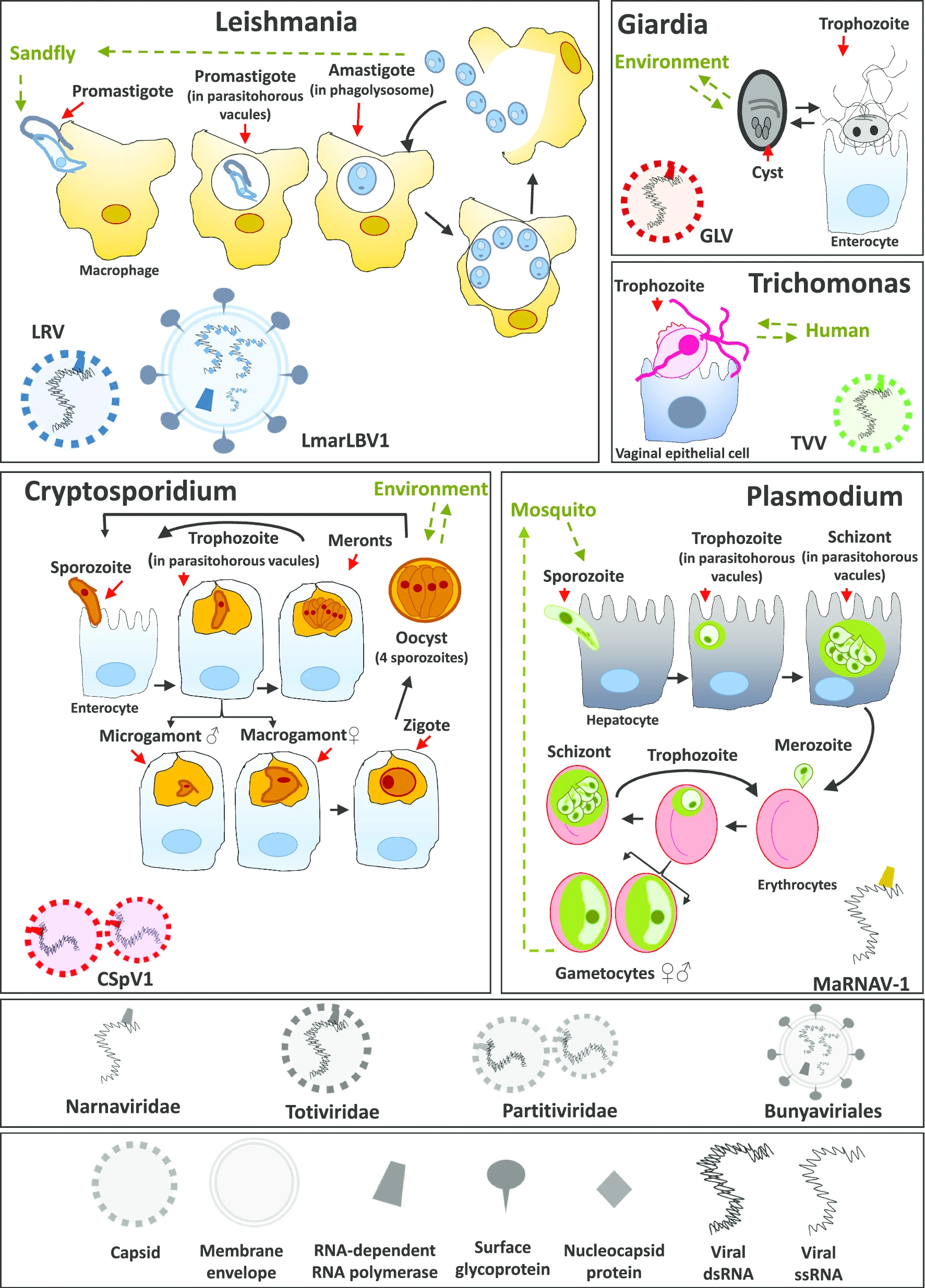
Một số ít trường hợp các nội ký sinh trùng đơn bào sau một thời gian ký sinh gây hại cho vật chủ, lại biến đổi thành cấu trúc nội cộng sinh trong vật chủ. Như Plasmodium xâm nhập tế bào gan, biệt hóa thành các thể sinh dưỡng trong PV và nhân lên vô tính.

Có hai dạng nội cộng sinh dựa vào phương thức xâm nhập của vật cộng sinh là: con đường truyền cộng sinh theo chiều ngang và con đường truyền cộng sinh theo chiều dọc.
- Trong con đường truyền cộng sinh theo chiều ngang (horizontally transmitted symbionts), thì mỗi thế hệ "vật chủ" mới sinh ra có được vật cộng sinh trong cơ thể nó nhờ vật này được nhiễm từ môi trường ngoài.

-     Chẳng hạn có nhiều loài mối tiêu hoá được gỗ mà nó gặm được chỉ nhờ một loài trùng roi thích hợp nội cộng sinh trong ruột mối. Loài trùng roi này có enzym tiêu hoá được xenlulô, các cá thể mối con mới nở chưa hề có "bạn" trùng roi trong ruột mình và nó có tập tính liếm hậu môn của cá thể lớn hơn để nhận được "bạn". Như vậy, vật cộng sinh nhiễm từ cá thể "vật chủ" này sang cá thể "vật chủ" khác thường là cùng thế hệ, nên gọi là "lây" theo chiều ngang.
-     Sự cộng sinh này chặt chẽ đến mức làm cho các nhà khoa học đã không thể nuôi cấy riêng trùng roi này ở bên ngoài cơ thể mối, mặc dù điều kiện nuôi cấy thí nghiệm hết sức thuận lợi cho nó; ngược lại, đối với mối chưa nhiễm trùng roi, thì dù được hưởng chế độ ăn uống dinh dưỡng đầy đủ, mối vẫn có thể sống sót, nhưng không khỏe mạnh và chỉ tồn tại qua một vài thế hệ.
- Trong con đường truyền cộng sinh theo chiều dọc (vertically transmitted symbionts), thì vật cộng sinh được truyền trực tiếp từ "vật chủ" bố mẹ sang "vật chủ" con cái như là kế thừa bẩm sinh.

-     Theo con đường này, thì vật cộng sinh được nhiễm vào trong giao tử của bố hoặc mẹ (thường là trứng của mẹ, vì trứng là giao tử cái có  kích thước lớn gấp bội giao tử đực). Do đó, hợp tử tạo thành từ sự kết hợp của hai loại giao tử có thể phát triển thành con kế thừa vật cộng sinh ngay từ giai đoạn phôi.
-     Ví dụ như vi khuẩn lam cộng sinh trong cơ thể loài bọt biển (hải miên, thuộc nhóm động vật thân lỗ) Xestospongia bocatorensis. Các nhà nghiên cứu đã phát hiện các sợi của loài vi khuẩn lam (cyanobacteriu)) là Oscillatoria spongeliae cộng sinh trong phôi của bọt biển X. bocatorensis từ giai đoạn ngay sau thụ tinh, từ đó phát sinh ấu trùng bơi có chứa các sợi vi khuẩn lam có thể nhìn thấy dưới kính hiển vi.
-     Trong con đường truyền dọc, các vật cộng sinh thường tiến hoá theo hướng giảm kích thước bộ gen, đến mức không còn có thể hoàn toàn sinh tồn độc lập. Do đó nó (vật cộng sinh) lệ thuộc vào đối tác ("vật chủ").
- Ngoài ra còn có dạng kết hợp hai con đường trên: các vật cộng sinh được truyền theo chiều dọc cho một số thế hệ trước, sau đó khi chuyển đổi "vật chủ" thì các vật cộng sinh mới được lấy theo chiều ngang từ môi trường.[8] Quá trình nội cộng sinh có thể diễn ra nhiều lần (xem hình bên).

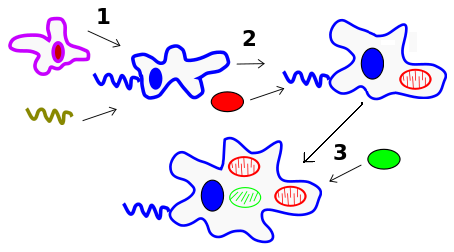
Mô tả đơn giản về nội cộng sinh:Cơ thể ban đầu (1) nhận cơ thể này (2, màu đỏ) chui vào trong nó, sau đó lại nhận cơ thể khác (3, màu xanh) xâm nhập.

Trong quá trình tiến hoá, nội cộng sinh có thể dẫn đến kết quả là vật cộng sinh biến đổi thành một bộ phận cấu trúc trong cơ thể "vật chủ" giống với một cơ quan tế bào, hoặc tương tự như ty thể hay lục lạp trong tế bào nhân thực. Theo thuyết nội cộng sinh, thì ty thể từ xa xưa vốn là vi sinh vật hiếu khí, sau đó nội cộng sinh trong tế bào nhân thực, trở thành một bào quan và được duy trì tới ngày nay.